# Leonel Herrera Silva
Leonel Marcelo Herrera Silva (Santiago del Cile, 16 agosto 1971) è un ex calciatore cileno, di ruolo Attaccante.

## Palmarès

### Club

#### Competizioni nazionali
- Campeonato cileno: 3

Colo-Colo: 1989, 1991 1993
- Copa Chile: 1

Colo-Colo: 1989

#### Competizioni internazionali
- Coppa Libertadores: 1

Colo-Colo: 1991
- Coppa Interamericana: 1

Colo-Colo: 1992
- Recopa Sudamericana: 1

Colo-Colo: 1992